# Veilsdorf
Veilsdorf è un comune di 2 721 abitanti della Turingia, in Germania.
Appartiene al circondario (Landkreis) di Hildburghausen (targa HBN) ed è indipendente delle comunità amministrative (Verwaltungsgemeinschaft).